# Vireo flavoviridis
A Vireo flavoviridis a madarak osztályának verébalakúak (Passeriformes) rendjébe és a lombgébicsfélék (Vireonidae) családja tartozó faj.

## Rendszerezése
A fajt John Cassin amerikai ornitológus írta le 1851-ben, a Vireosylva nembe Vireosylva flavoviridis néven.

## Alfajai
- Vireo flavoviridis flavoviridis (Cassin, 1851)
- Vireo flavoviridis forreri Madarász, 1885
- Vireo flavoviridis perplexus (A. R. Phillips, 1991)[2]

## Előfordulása
Kanada, az Amerikai Egyesült Államok, Mexikó, Barbados, Belize, Costa Rica, Guatemala, Honduras, Salvador, Panama, Saint Lucia, Bolívia, Brazília, Ecuador, Kolumbia, Peru és Venezuela területén honos. 
Természetes élőhelyei a szubtrópusi és trópusi síkvidéki esőerdők, mangroveerdők és lombhullató erdők, valamint vidéki kertek. Vonuló faj.

## Megjelenése
Testhossza 15 centiméter.
|  |

## Életmódja
Rovarokkal, pókokkal, gyümölcsökkel és bogyókkal táplálkozik.

## Természetvédelmi helyzete
Elterjedési területe rendkívül nagy, egyedszáma pedig stabil. A Természetvédelmi Világszövetség Vörös listáján nem fenyegetett fajként szerepel.